# Kevevára–Szendrő híd
A Kevevára–Szendrő híd vagy Kevevárai híd (szerbül: Ковински мост [Kovinszki moszt]) 1423 m hosszú közúti híd a Duna fölött Szerbiában, Kevevára és Szendrő között.

## Története
1976-ban épült. A főetervező a belgrádi Mostogradnja volt, a részletterveket az Uvaterv készítette. A gyártás és előszerelés a Ganz–MÁVAG, a szerelés a Mostogradnja feladata volt.

## Jellemzői
A Duna főágán túl egy szigetet és egy mellékágat is áthidal. Három, változó magasságú fő nyílása van; a leghosszabb 171 méteres. Ezen kívül 8 ill. 7 további nyílással rendelkezik.